# منى (اسم)
مُنى اسم علم شخصي مؤنث، له عدة أصول ومعاني وهو شائع عند الإناث في الوطن العربي.

## الأصول
أصول اسم منى حسب اللغة:
| اللغة             | المصدر                                      | المعنى                  | أشكال أخرى | الجنس         |
| ----------------- | ------------------------------------------- | ----------------------- | ---------- | ------------- |
| عربية             | (مُنى)                                       | الأماني                 |            | انثى          |
| جودية/أيرلندية    | مصدرها من كلمة Muadhnait                    | النبيلة                 | مونيا      | أنثى          |
| لغة يونانية       | مونوس (μονος)                               | إنفرادية، واحدة         |            | أنثى          |
| لغة إيطالية قديمة | إختصار لإسم مادونا، إحدى أسماء مريم العذراء | سيدتي                   |            | أنثى          |
| ميووك             |                                             | جامع البذور.            |            | للذكر والأنثى |
| نيبالية           |                                             | برعم                    |            | أنثى          |
| إنجليزية قديمة    |                                             | قمر                     |            | أنثى          |
| لغة فارسية        |                                             | المقربة لله             |            | أنثى          |
| لغة أسكتلندية     | إمراة من تورمود، مشتق من النروماندية        | الرجل الشمالي، الفايكنج |            | أنثى          |
| لغة سنسكريتية     |                                             | وحيدة                   |            | أنثى          |
| تيوتونية          |                                             | وحيدة                   |            | أنثى          |

## الشخصيات
- منى بارثل لاعبة كرة مضرب ألمانية.
- منى زكي ممثلة مصرية.
- منى حاطوم فنانة فيديو فلسطينية لبنانية.
- مونا مارشال مؤدية صوت أمريكية.
- منى سالين سياسية سويدية.
- منى سيمبسون روائية أمريكية.
- منى أمرشا مغنية مغربية.
- منى سيف ناشطة حقوقية مصرية.
- منى شداد ممثلة كويتية.
- منى واصف ممثلة سورية.
- منى هلا ممثلة مصرية.
- منى جبر ممثلة مصرية.
- منى عيسى ممثلة كويتية.
- منى أبو سليمان مذيعة سعودية.
- منى أبو النصر مخرجة رسوم متحركة مصرية.
- منى أبو حمزة مذيعة لبنانية.
- منى إبراهيم ممثلة مصرية.
- منى الحسين أميرة أردنية إنجليزية.
- منى البلوشي ممثلة إيرانية.
- منى الشاذلي إعلامية مصرية.
- منى الطحاوي كاتبة وروائية مصرية.
- منى الشافعي كاتبة قصص وصحفية كويتية.
- منى الوسلاتي سياسية وناشطة تونسية.
- منى بدر ممثلة مصرية.
- منى بيكر مترجمة مصرية بريطانية.
- منى بوراشي سيدة أعمال لبنانية.
- منى حداد سياسية إسلامية لبنانية.
- منى حسين ممثلة مصرية كويتية.
- منى حسين ممثلة مصرية.
- منى خزندار سيدة أعمال ومترجمة سعودية أمريكية.
- منى شباح لاعبة كرة يد تونسية.
- منى عبد الغني مغنية وممثلة مصرية.
- منى عفيش سياسية ومحامية لبنانية.
- منى فتو ممثلة مغربية.
- منى مينا طبيبة مصرية.
- منى مرعشلي مغنية لبنانية.
- منى نور الدين ممثلة تونسية.

### شخصيات خيالية
- منى سيمبسون إحدى شخصيات مسلسل سيمبسون.